# Jim Raynor
James Eugene „Jim” Raynor este un personaj fictiv din universul StarCraft. Jim Raynor este un terran de pe planeta (colonie agricolă) Shiloh (din centura de planete de frontieră Fringe World). În versiunile de limba engleză, vocea sa este interpretată de Robert Clotworthy. Raynor este un personaj predominant în StarCraft și Brood War și este un personaj jucabil în StarCraft II: Wings of Liberty. În afară de aceste jocuri video, Raynor apare în romanele Liberty's Crusade și Queen of Blades, în timp ce povestea sa este explorată în romanele Heaven's Devils și Devil's Due. Raynor apare și în jocul MOBA din 2015, Heroes of the Storm.
Creat de Chris Metzen și Phinney James, Raynor se bazează vag pe personajul cu același nume din filmul Rush din 1991.

## Biografie
Raynor este un fost mareșal terran transformat în rebel, care a devenit una dintre cele mai importante personalități din Sectorul Koprulu, datorită luptei sale împotriva Confederației și, mai târziu, împotriva succesorului Confederației, Dominionul. Raynor este unul dintre puținii terrani care s-a angajat într-o alianță pe termen lung cu forțele protoss.